# Pelserbrug
De Pelserbrug is een brug in de stad Dordrecht, in de Nederlandse provincie Zuid-Holland. De brug verbindt de Voorstraat met de Grotekerksbuurt en overspant de Voorstraatshaven.

## Achtergrond
Op de plek van de huidige Pelserbrug, wordt voor het eerst een brug genoemd in de stadsrekeningen van 1284/1285. Waarschijnlijk is toen een eerste, houten brug gebouwd. De huidige overspanning is een eenvoudige gietijzeren brug, steunend op gietijzeren, gecanneleerde pijlers en werd in de 19e eeuw geplaatst.
De brug is vermoedelijk vernoemd naar de verouderde beroepsaanduiding van 'pelser'. Mogelijk bevond zich hier het kwartier van de pelsers, personen die van bont kleding maakten. In dit geval zijn zowel de Pelserbrug als de nabij gelegen Pelserstraat naar hen vernoemd. De Pelserstraat loopt van de Voorstraat naar de Boogjes, en heeft zover bekend nooit een andere naam gehad. De Pelserstraat werd voor het eerst in 1386 genoemd. De mogelijkheid bestaat dat deze eerder bestond dan de brug en dat de laatstgenoemde naar de straat vernoemd is.
De Pelserbrug is een rijksmonument.

## Galerij

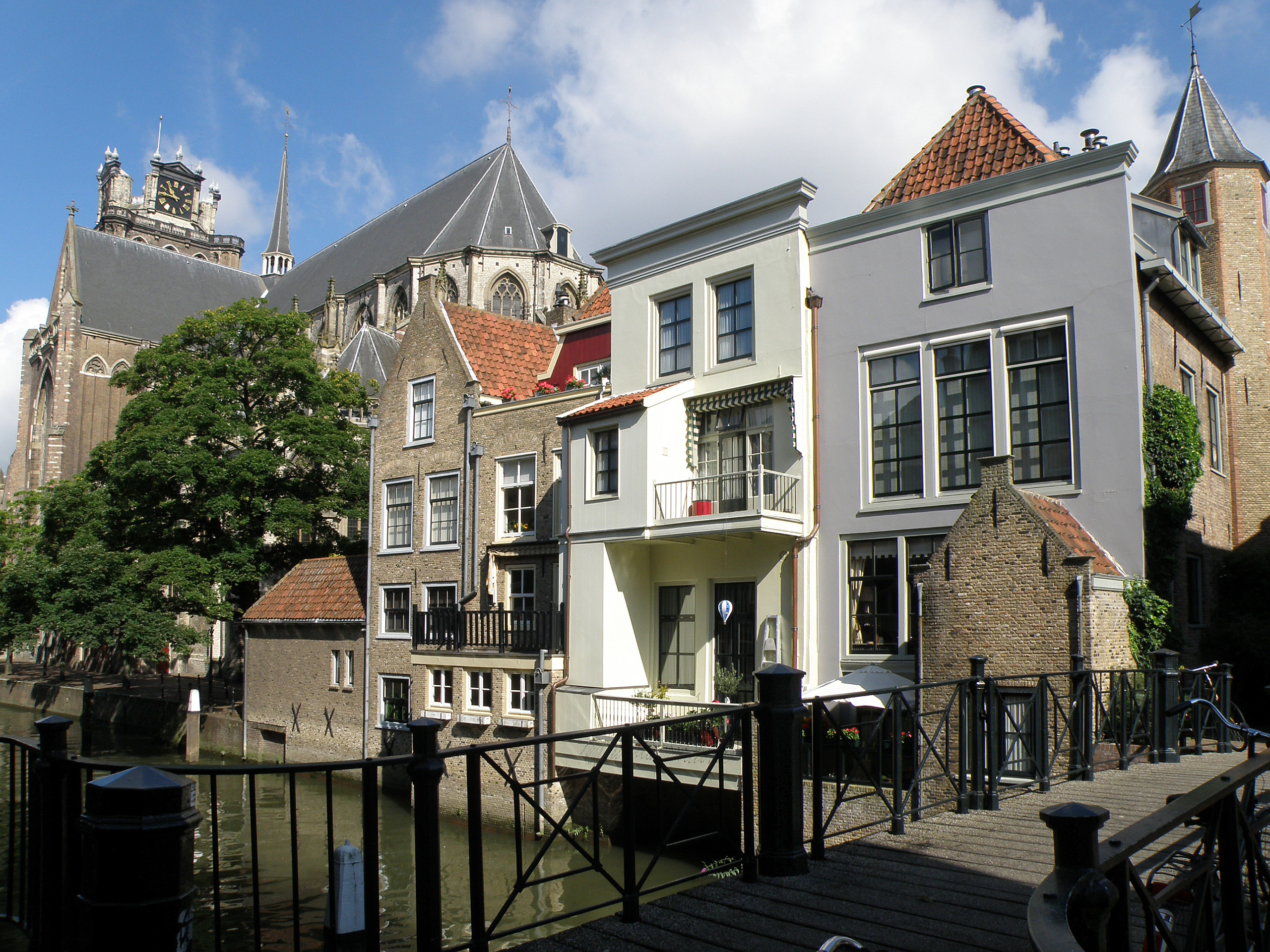
De Pelserbrug, met de Grote Kerk op de achtergrond.
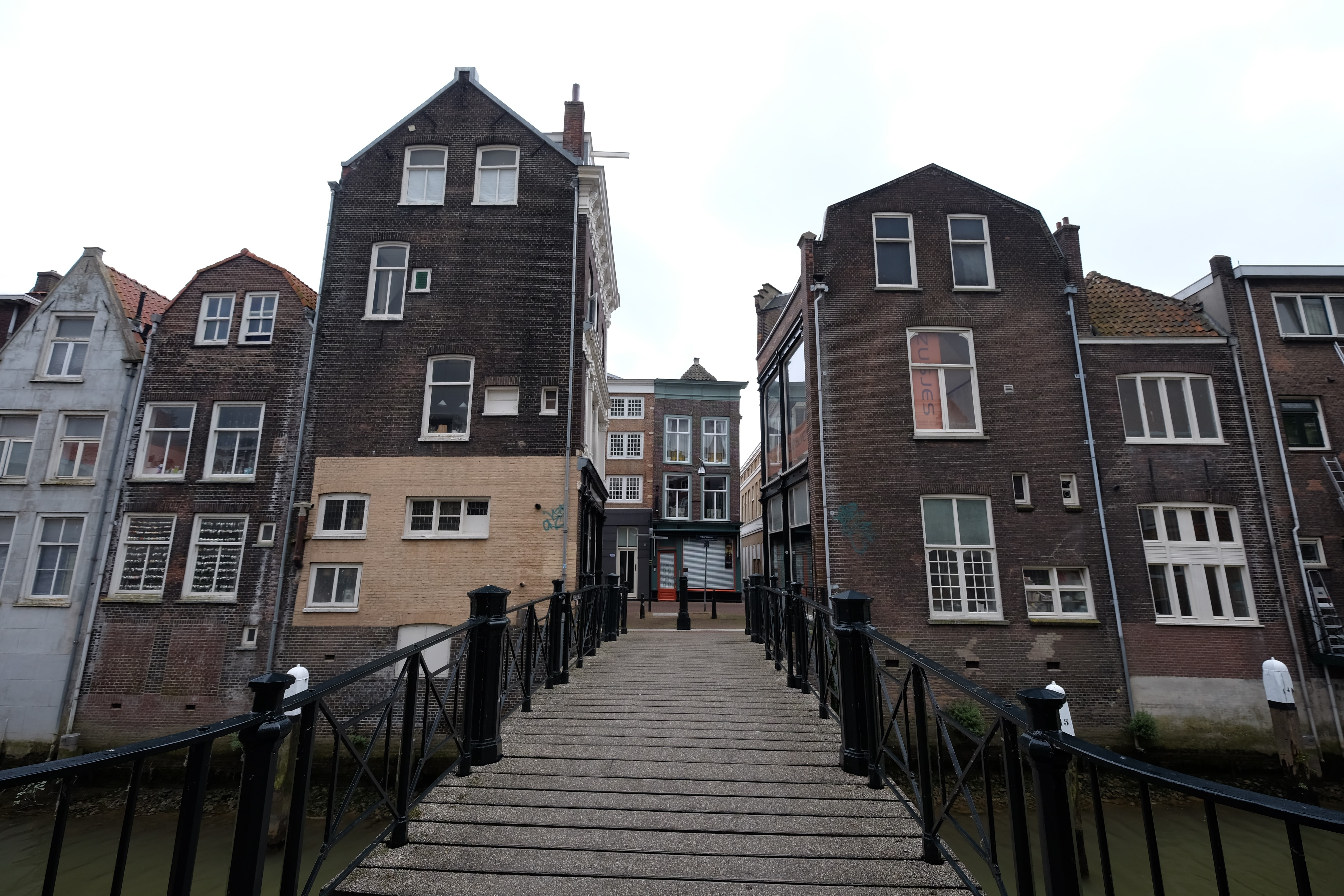
De Pelserbrug, met de Pelserstraat op de achtergrond.
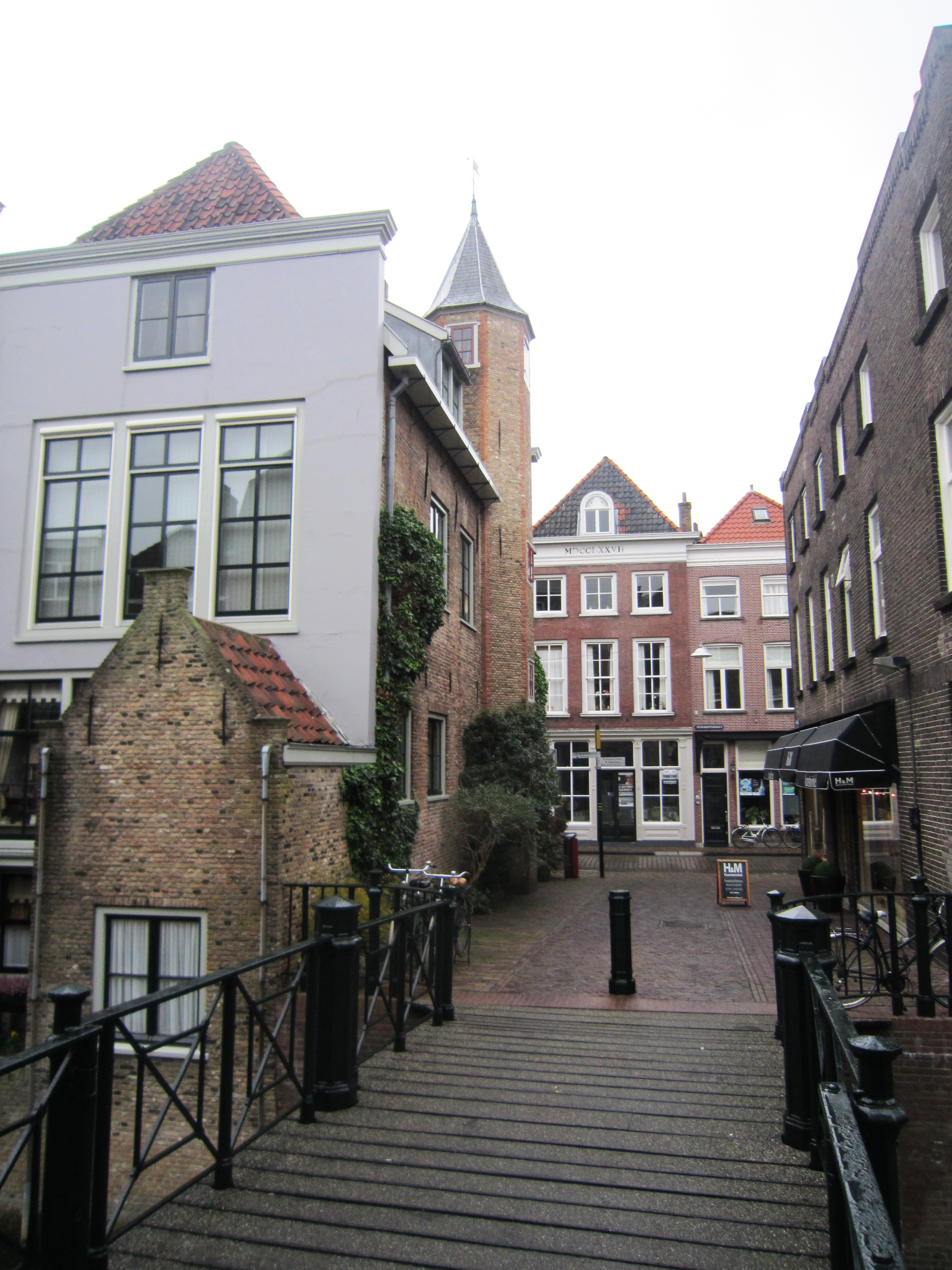
De Pelserbrug, met de Grotekerksbuurt op de achtergrond.